# Ben Janssen
Ben Janssen – holenderski gitarzysta znany z grania w zespole Skullhog. Wcześniej występował z zespołami takimi jak Malignant, Asphyx, Penectomy i Eviscerated.

## Dyskografia
| - (1990) Sacriligous Writh - (1992) Segruocs Lacitsaiselce - (1995) Demo 1 - (1996) Grind Your Mind - (1997) Enjoying The Violence? - (1998) Inhume / Blood - (2003) Dutch Assault - (2003) In for the Kill - (2007) Chaos Dissection Order | - (2000) The Shed - (2003) Grinding Is Not a Crime - (2006) Camp Blood - (2006) The Shed - (2008) Camp Blood - (2008) Skullhog / Bloodbastard |